# Белая рука (нью-йоркская банда)
Банда «Белая рука» (англ. White Hand Gang) — общее название ряда ирландско-американских банд в бруклинском районе Ред-Хук (Нью-Йорк) в период с начала 1900-х по 1925 год, которые организовались против растущего влияния итальянских гангстеров. Название было выбрано в ответ на сицилийские банды «Чёрной руки» и подразумевало, что ирландская банда была «белой», в отличие от итальянцев, которых они считали «небелыми». Было известно, что члены «Белой руки» были яростно настроены против итальянцев, но особенно жестоки они были, когда убивали друг друга, что способствовало нестабильности руководства и привело в конечном счёте к упадку банды.

## История

### Динни Михан
Бруклинский ирландец Динни Михан (1889—1920), по-видимому, присоединился к банде «Белой Руки» ещё подростком, став в 1910-х годах одним из лидеров преступной организации. В отличие от некоторых криминальных авторитетов, Динни Михан часто присоединялся к своим людям во время совершения преступлений. Он не однократно отбывал срок в городском работном доме, в исправительном учреждении города Элмайра (Нью-Йорк) и в тюрьме на острове Блэквелл. В 1912 году он был арестован за стрельбу и убийство Джона «Кристи» Марони, который возглавлял фракцию «Белой Руки» в районе Военно-морской верфи в Бруклине. После нашумевшего судебного процесса, ради которого были вызваны полицейские резервы из-за боязни беспорядков в случае признания Михана виновным, Динни был неожиданно оправдан, что укрепило его репутацию в криминальных кругах. К 1920 году против него рассматривалось всего три дела: ограбление человека на Пятой авеню (отпущен под залог в размере 5000 долларов), угон грузовика с обувью на сумму 10 000 долларов и кража шёлка на 10 000 долларов со склада в Ред-Хуке.
Днём 31 марта 1920 года Динни Михан и его жена Сэди спали в своей квартире на Уоррен-стрит в Ред-Хуке. Их четырёхлетний сын играл в гостиной, а мать Сэди, Роуз Лейтон, дремала в кресле. Никто из них до последней секунды не знал, что в квартире проникли пятеро вооружённых мужчин. Когда они направились в спальню, мальчик предупредил их, чтобы они не разбудили его родителей. Лидер группы погладил ребёнка по голове и сказал, что они просто хотят заглянуть внутрь. Всего было произведено пять выстрелов; одна пуля прошла через голову Михана и застряла в плече его жены, которая позже оправилась от ран. Убйицы тут же выскочили из здания и скрылись на грузовике.
Традиционно считается, что убийство Михана было организовано боссом бруклинской «Чёрной руки» Фрэнки Йелем и осуществлено его заместителем Энтони «Оги Пизано» Карфано и двумя киллерами из Кливленда, Ральфом ДеСарно и Джованни Шаккой. Однако во время убийства полиция полагала, что возможным мотивом была роль Михана в организации штрейкбрехеров, которые должны были занять места сотрудников United Fruit Company на пирсах вдоль Гудзона и Ист-Ривер. Эти сотрудники уволились после того как их требования о повышении заработной платы были отклонены. Арест Фрэнка Мэддена, члена Международной ассоциации портовых грузчиков, и его заявление о невиновности по обвинению в убийстве Михана подтверждают это. Также ходили слухи, что в «Белой руке» были внутренние раздоры. Незадолго до убийства Михан был оправдан по делу об ограблении, а один из его приспешников, Эдвард Гилкрист, был осуждён. Говорили, что Динни «обманул» Гилкриста, вызвав негодование в его банде. В ноябре 1923 года Сэди Михан сообщила полиции, что убийцей её мужа на самом деле был «Дикий Билл» Ловетт, глава Банды Джей Стрит, давнего соперника «Белой руки» Михана. Убийство Михана так и осталось официально нераскрытым.

### Билл Ловетт
После убийства Динни Михана Билл Ловетт быстро взял под контроль территорию «Белой руки», что позволило СМИ объявить его новым главарём банды. Вместо того, чтобы заняться новый и очень выгодным бизнесом — бутлегерством, Ловетт по прежнему предпочитал традиционные виды деятельности: вымогательство в доках, кражи со взломом и другие преступления. «Дикий Билл» агрессивно противостоял итальянским бандам Фрэнки Йеля до своей смерти 1 ноября 1923 года, но наибольшую угрозу его власти представляли соперничающие ирландские гангстеры. Так, в конце 1921 года Ловетта пытался застрелить гангстер Гарри Барри, сообщник Михана, который вскоре был найден зарезанным на улице в Бруклине. 3 января 1923 года неизвестный трижды выстрелил «Дикому Биллу» в грудь, но он выжил. Вскоре после его выздоровления был найден застреленным Эдди Хьюз, предполагаемый нападавший на Ловетта. Самая известная версия смерти Ловетта выглядит следующим образом: «Дикий Билл» потерял сознание в баре после того как в него несколько раз выстрелили, после чего его зарезал ножом для мяса сицилийский гангстер Уилли «Два Ножа» Алтьери. Однако эта версия не доказано. Факты таковы, что Ловетт, имевший репутацию алкоголика, вместе со старым сообщником в пьяном виде заснул в задней комнате заброшенного магазина. Полиция считает, что ночью в магазин вошли двое мужчин, ударили Ловетта по голове тупым предметом, а затем трижды выстрелили в голову. На допросе сообщник рассказал полиции, что проснулся в 2 или 3 часа ночи и вернулся домой. Полиция считает, что настоящие убийцы, вероятно, были связаны с собственной бандой Ловетта или конкурирующей ирландской бандой.

### Ричард Лонерган
Новым лидером «Белой руки» стал шурин Ловетта Ричард Лонерган. Он ещё более агрессивно противостоял Винсенту Мангано, Альберта Анастазии и Джо Адониса, которые начали продвигаться по набережной. Ночью 25 декабря 1925 года Лонерган и пятеро его людей (Аарон Хармс, Джеймс «Рэгтайм» Ховард, Пэдди Мэлони, Корниелиус Ферри и Джеймс Харт) вошли в Adonis Social Club, принадлежащий мафии спикизи в Южном Бруклине, во время празднование Рождества. Лонерган и его сообщники, по словам свидетелей, находились в состоянии алкогольного опьянения и стали задирать итальянцев. Сам Лонерган громко и открыто называл их «упсами», «даго» и прочими этническими оскорблениями. Когда три местные ирландские девушки вошли в клуб в сопровождении своих итальянских партнёров, Лонерган выгнал их, якобы крича им: «Возвращайтесь с белыми мужчинами, чёрт возьми!». В этот момент в клубе погас свет и послышалась стрельба. Когда свет зажёгся, Лонерган, Хармс и Ферри лежали застреленные на танцполе. Полиция подозревала, что в клубе в тот момент был Аль Капоне, который был вынужден покинуть Нью-Йорк в 1921 году после ссоры с членом «Белой руки», но из-за отсутствия доказательств дело было прекращено. Без сильного лидера «Белая рука» опасности не представляла и к 1928 году мафия полностью контролировала бруклинские доки.